# Мартин Купер (проналазач)
Мартин Купер (Чикаго, 26. децембра 1928) амерички је инжењер. Он је пионир у индустрији бежичних комуникација, посебно у управљању радио спектром, са једанаест патената у овој области.
Трећег. априла 1973. године упутио је први јавни позив са ручног преносивог мобилног телефона у Моторолу. Купер је поновио први мобилни мобилни телефон у руци (за разлику од телефона у аутомобилу ) 1973. и предводио тим који га је поново развио и изнео на тржиште 1983. Сматра се „оцем (ручног) мобилног телефона“. и такође се наводи као прва особа у историји која је јавно упутила мобилни телефонски позив и то 1973. године.
Купер је суоснивач бројних комуникационих компанија са својом супругом и пословном партнерком Арлин Харис; Он је суоснивач и тренутни председник компаније Dyna LLC, у Дел Мару, Калифорнија. Купер је такође члан одбора у вези са радин Федералне комисије за комуникације САД и Министарство трговине Сједињених Америчких Држава.
2010. године, Купер је изабран за члана Националне академије инжењера за лидерство у креирању и примени мобилних преносивих ручних телефона.
Купер је рођен у Чикагу у породици украјинских јеврејских имиграната. Дипломирао је на Технолошком институту у Илиноису (ИИТ) 1950. године и служио је као официр подморнице током Корејског рата.
Године 1957. магистрирао је на ИИТ-у из електротехнике, а 2004. године добио је звање почасног доктора на ИИТ-у. Он је данас члан управног одбора универзитета.